# HD 177565
HD 177565，又名CD-3713049，SAO 210937、HR 7232，是一颗恒星，视星等为6.16，位于銀經359.46，銀緯-19.08，其B1900.0坐标为赤經19h 0m 6.6s，赤緯-37° -19.08′ 10″。